# Oracle Corporation
Oracle Corporation (angleško Oracle Corporation) je podjetje, ki se ukvarja z izdelovanjem sistemov za upravljanje podatkovnih baz, orodij za razvoj podatkovnih baz ter rešitev za upravljanje virov podjetja, za upravljanje odnosov s strankami in za upravljanje oskrbovalne verige. Ustanovljeno je bilo leta 1977. Prostore ima v 145 državah in od leta 2005 zaposluje več kot 50 tisoč ljudi po vsem svetu.
Soustanovitelj Larry Ellison vodi podjetje že cel čas. Revija Forbes ga je nekoč ocenila kot najbogatejšega človeka na svetu.